# Един Чурич
Един Чурич (сербохорв. Edin Ćurić, нар. 22 серпня 1962, Сараєво, Югославія) — югославський футболіст, який грав на позиції півзахисника.

## Клубна кар'єра
Розпочав футбольну кар'єру в сараєвському «Желєзнічарі». Спочатку виступав у юнацькій та молодіжних командах клубу, а в сезоні 1980/81 років під керівництвом Івиці Осима дебютував у першій команді. Того ж сезону разом з сараєвським клубом дійшов до фіналу кубку Югославії, де «Желєзнічар» поступився «Вележу» (Мостар). У сезоні 1983/84 років став бронзовим призером чемпіонату Виступав у команді протягом десяти сезонів (396 матчів, 96 голів), після чого перейшов до іспанського «Лас-Пальмасу», який виступав у Сегунда Дивізіоні. У 1992 році лівоногий спеціаліст зі стандартних положень переїхав до Португалії, де став гравцем третьолігового клубу «Портімоненсі». У сезоні 1992/93 років допоміг клубу вийти до Сегунда-Ліги. У 1995 році завершив кар'єру футболіста.

## Кар'єра в збірній
29 серпня 1987 року зіграв єдиний (товариський) матч у футболці збірної Югославії проти збірної СРСР.

## Кар'єра тренера
Проживає в Нідерландах, де працює футбольним тренером у команді Віллем II U-19 та в другій команді «ВВ Бароніє». У сезоні 2015 року був головним тренером першої команди «ВВ Бароніє». 